# Addison (Pensilvania)
Addison es un borough ubicado en el condado de Somerset en el estado estadounidense de Pensilvania. En el año 2000 tenía una población de 214 habitantes y una densidad poblacional de 65.9 personas por km².

## Geografía
Addison se encuentra ubicado en las coordenadas 39°44′43″N 79°19′59″O / 39.74528, -79.33306.

## Demografía
Según la Oficina del Censo en 2000 los ingresos medios por hogar en la localidad eran de $25,833 y los ingresos medios por familia eran $34,250. Los hombres tenían unos ingresos medios de $28,750 frente a los $22,917 para las mujeres. La renta per cápita para la localidad era de $14,963. Alrededor del 13.9% de la población estaba por debajo del umbral de pobreza.